# 第4SS警察装甲擲弾兵師団
第4SS警察装甲擲弾兵師団（だい4SSけいさつそうこうてきだんへいしだん、4. SS-Polizei-Panzergrenaidier-Division）は、第二次世界大戦中の武装SSの38個師団のうちの1つである。師団は、1939年9月18日アドルフ・ヒトラーの秩序警察より師団を編成する命令により、10月1日に編成された部隊である。
このときは秩序警察はSSの管轄下にあったため、書類上は武装SSではなかったものの、組織のトップは同じヒムラー長官であり、実質上、武装SSと同等であった。この様に警官より部隊を形成した背景には、国防軍に配慮し人的資源を大量に確保できないSSが、将来の武装SSの拡大のため、警官の人的資源を利用したことにある。フランス戦、独ソ戦に参加し、1942年2月24日に正式に武装SSの部隊となった。1943年に装甲擲弾兵師団となり、終戦時はアメリカ軍に降伏した。
構成員のほとんどが秩序警察より構成されていたため、構成員の9割以上が自動車の運転免許を所有していると言う特徴もあった。

## 編成とフランス戦
師団は、1939年9月18日ヒトラーの秩序警察より師団を編成する命令により、10月1日に編成された部隊である。もともと警官の人的資源を利用した補充部隊が1934年頃より存在し、それらを利用して、3個連隊と1個偵察大隊、通信大隊より構成される部隊が編成された。
前述のように警察官を主体で構成された部隊で、通常の一線部隊として活躍するには装備経験とも不足していた。ポーランド戦には間に合わず、フランス戦も、1940年1月から5月までは、ドイツフランス国境のフライブルク近傍付近で、第7軍の隷下となり、国境警備と平行して訓練を行なった。この時、フランス軍との小規模な戦闘で11人の犠牲者を出している。フランス戦初期のフランス北方への侵攻(Fall Gelb)時には、戦略予備として北方のテュービンゲン近傍へ移動した。フランス北部での勝利が確定した後、フランス本土侵攻(Fall Rot)の発動に伴い、第12軍に配備され、ルクセンブルクを通過しパリへの進軍を行なった。マース川に沿って進軍し、途中でフランス軍といくつか戦闘を行なったが、既に敗北が決定していたフランス軍は士気も高くなく、大きな損害を出すことはなかった。
フランス降伏後は、1941年6月頃まで、パリを含むフランス北方の占領部隊としてサン＝ディジエ に駐留した。この間、訓練、改編が行われたが、部隊としては二線級の部隊のままであった。独ソ戦が始まると部隊は東部戦線へ送られた。

## 独ソ戦、ルガ攻略戦
独ソ戦では、北方軍集団の第4装甲軍に配備された。師団の装甲猟兵大隊は先に到着していたが、師団本体は既に陥落したディナブルクへ輸送され、スターリンラインに沿って進軍し、レニングラードに迫った。部隊はレニングラード近傍のルガにおいて、体勢を立て直したソビエト軍の大きな抵抗に遭遇した。
ルガ周辺のソビエト軍は、湿地や森林や湖等の地形と塹壕を組み合わせた防衛線を引いていた。ルガ攻略は1941年8月7日に計画されていた。作戦名「ベルリン」では、第56軍団により、ルガ近辺の敵を包囲する予定であった。天候の関係で、攻撃は8月9日の深夜から8月10日の早朝に行われた。左翼に第269歩兵師団、右翼に第3自動車化歩兵師団を配置して、ルガの南方のクット(Kut)、スメルディ(Smerdi)、ストヤノフッシナ(Stojanowtschina)近傍のソビエト軍に対して攻撃を加えた。ストヤノフッシナは8月12日に陥落するが、敵の防御も強力で、大損害をだした。8月16日、マンシュタインはソビエト第34軍の側面を突くために、SSトーテンコッフ師団と第3自動車化歩兵師団を引き抜いた。これは、ルガ近辺の右翼の攻撃を行っていた部隊がいなくなることを意味しており、計画の再構成が必要となった。そこで、南からの攻撃を諦め東からの攻撃を行うことを計画した。スタートプラッツ作戦(Unternehmen "Startplatz",英訳：Operation Starting Point)において、師団の第2連隊と第3連隊は当方からの攻撃を行った。攻撃は成功し、8月24日にはルガが陥落した。この戦いでこの師団は2000人以上の大損害を出した。

## レニングラード包囲、再編成
ルガの戦いの後、師団はレニングラード周辺の戦闘に参加した。
1942年2月10日に武装親衛隊に移管され、SS警察師団と名前を変更した。ソビエトの冬季反攻により損害を受けた師団は、再編成の結果、1943年10月26日装甲擲弾兵師団となり、その名称も第4SS警察装甲擲弾兵師団と変更された。
1944年中は、E軍集団に配備され、第4SS警察擲弾兵師団に再編成され、訓練後バルカン半島に送られた。師団の一部はギリシア、ユーゴスラビアにおける対パルチザン任務を行っていたが、ドイツ軍のユーゴスラビアからの撤退に伴い、1945年1月スロバキアに撤退した。撤退後部隊は、ポメラニアに移動し、ソビエト軍の侵攻をとめる任務を行った。戦争終了時には、アメリカ軍に降伏した。

## 作戦地域
- 1939/09 - 1940/05 ドイツ
- 1940/05 - 1941/06 フランス
- 1941/06 - 1943/05 ソビエト戦
- 1943/05 - 1944/01 チェコスロバキア、ポーランド
- 1944/01 - 1944/09 ギリシア
- 1944/09 - 1944/10 ユーゴスラビア・ルーマニア
- 1944/10 - 1944/12 ハンガリー
- 1944/12 - 1945/05 チェコスロバキア、ポーランド、東ドイツ

## 部隊編成と指揮官
騎士鉄十字章受章者数：25人
構成人種：ドイツ人

### 指揮官
- 1940/09/01 - 1940/09/08 警察中将 コンラート・ヒチュラー (en:Konrad Hitschler)
- 1940/09/08 - 1940/11/10 SS大将 カール・プフェッファー＝ヴィルデンブルッフ（英語版）
- 1940/11/10 - 1941/08/08 SS中将 アルトゥール・ミュルフェルシュテット（ドイツ語版）
- 1941/08/08 - 1941/12/15 SS大将 ヴァルター・クリューガー (Walter Krüger)
- 1941/12/15 - 1943/04/17 警察中将 アルフレート・ヴェンネンベルク (Alfred Wünnenberg)
- 1943/04/17 - 1943/06/01 SS少将 フリッツ・フライターク (en:Fritz Freitag)
- 1943/06/01 - 1943/08/18 SS少将 フリッツ・シュメデス (en:Fritz Schmedes)
- 1943/08/18 - 1943/10/20 SS少将 フリッツ・フライターク (en:Fritz Freitag)
- 1943/10/20 - 1944/04/19 SS上級大佐 フリードリヒ・ヴィルヘルム・ボック (en:Friedrich-Wilhelm Bock)
- 1944/04/19 - 1944/05/?? SS少将 ユルゲン・ヴァーグナー (en:Jürgen Wagner)
- 1944/05/?? - 1944/05/07 SS上級大佐 フリードリヒ・ヴィルヘルム・ボック (en:Friedrich-Wilhelm Bock)
- 1944/05/07 - 1944/07/22 SS少将 ヘルベルト・エルンスト・ファール (en:Herbert-Ernst Vahl)
- 1944/07/22 - 1944/08/16  SS大佐 カール・シューメース (en:Karl Schümers)
- 1944/08/16 - 1944/08/22 SS上級大佐 ヘルムート・デルンダー (en:Helmuth Dörnder)
- 1944/08/22 - 1944/11/27 SS少将 フリッツ・シュメデス (en:Fritz Schmedes)
- 1944/11/27 - 1945/03/01 SS大佐 ヴァルター・ハルツァー (en:Walter Harzer)
- 1945/03/01 - 1945/03/?? SS大佐 フリッツ・ゲーラー (en:Fritz Göhler)
- 1945/03/?? - 1945/05/08 SS大佐 ヴァルター・ハルツァー (en:Walter Harzer)

## 戦闘序列
- 1939年　警察師団
  - 第1警察歩兵連隊 (Polizei-Infanterie-Regiment 1)
  - 第2警察歩兵連隊 (Polizei-Infanterie-Regiment 2)
  - 第3警察歩兵連隊 (Polizei-Infanterie-Regiment 3)
  - 第300砲兵連隊 (Artillerie-Regiment 300)
  - 警察対戦車大隊 (Polizei-Panzerabwehr-Abteilung)
  - 警察工兵大隊 (Polizei-Pionier-Bataillon)
  - 自転車中隊 (Radfahr-Kompanie)
  - 第300通信大隊 (Nachrichten-Abteilung 300 )
  - 第300補給支援部隊 (Versorgungstruppen 300)
- 1943年　SS警察装甲擲弾兵師団
  - 第7SS装甲擲弾兵連隊 (SS-Panzergrenadier Regiment 7)
  - 第8SS装甲擲弾兵連隊 (SS-Panzergrenadier Regiment 8)
  - 第4SS砲兵連隊 (SS-Artillerie Regiment 4)
  - 第4SS突撃砲大隊 (SS-Sturmgeschütz-Abteilung 4)
  - 第4SS戦車大隊 (SS-Panzer-Abteilung 4)
  - 第4SS装甲猟兵大隊 (SS-Panzerjäger-Abteilung 4)
  - 第4SS対空砲大隊 (SS-Flak-Abteilung 4)
  - 第4SS通信大隊 (SS-Nachrichten-Abteilung 4)
  - 第4SS装甲偵察大隊 (SS-Panzer-Aufklärungs-Abteilung 4)
  - 第4SS工兵大隊 (SS-Pionier-Bataillon 4)
  - 第4SS装甲修理大隊 (SS-Panzer-Instandsetzungs-Abteilung 4)
  - 第4SS野戦補充大隊 (SS-Feldersatz-Bataillon 4)